# Tulonka
Tulonka (biał. Тулёнка, Tulonka; ros. Тулёнка, Tulonka) – wieś na Białorusi, w obwodzie mińskim, w rejonie stołpeckim, w sielsowiecie Szaszki, nad Sułą i przy drodze republikańskiej R54.

## Historia
W XIX i w początkach XX w. majątek ziemski i zaścianek położone w Rosji, w guberni mińskiej, w powiecie mińskim, w gminie Zasule. Była własnością kolejno książąt Radziwiłłów, Wittgensteinów i Hohenlohe.
W dwudziestoleciu międzywojennym folwark i kolonia leżące w Polsce, w województwie nowogródzkim, w powiecie stołpeckim, do 1 kwietnia 1927 w gminie Zasule, następnie w gminie Stołpce. Demografia w 1921 przedstawiała się następująco:
|                 | Liczba mieszkańców | Budynki | Narodowość  | Narodowość        | Wyznanie    | Wyznanie   | Wyznanie |
| Polacy          | Liczba mieszkańców | Budynki | Białorusini | rzymskokatolickie | prawosławne | mojżeszowe |          |
| --------------- | ------------------ | ------- | ----------- | ----------------- | ----------- | ---------- | -------- |
| folwark Tulonka | 56                 | 3       | 41          | 15                | 40          | 13         | 3        |
| kolonia Tulonka | 86                 | 14      | 85          | 1                 | 24          | 62         | –        |

Po II wojnie światowej w granicach Związku Sowieckiego. Od 1991 w niepodległej Białorusi.

## Ludzie związani z miejscowością
- Adolf Jastrzębski – generał brygady Wojska Polskiego; osadnik wojskowy w Tulonce